# Newtonia (Misuri)
Newtonia es un pueblo ubicado en el condado de Newton en el estado estadounidense de Misuri. En el Censo de 2010 tenía una población de 199 habitantes y una densidad poblacional de 235,69 personas por km².

## Geografía
Newtonia se encuentra ubicado en las coordenadas 36°52′46″N 94°11′1″O / 36.87944, -94.18361. Según la Oficina del Censo de los Estados Unidos, Newtonia tiene una superficie total de 0.84 km², de la cual 0.84 km² corresponden a tierra firme y (0%) 0 km² es agua.

## Demografía
Según el censo de 2010, había 199 personas residiendo en Newtonia. La densidad de población era de 235,69 hab./km². De los 199 habitantes, Newtonia estaba compuesto por el 94.97% blancos, el 0.5% eran afroamericanos, el 0.5% eran amerindios, el 2.51% eran asiáticos, el 0% eran isleños del Pacífico, el 0% eran de otras razas y el 1.51% pertenecían a dos o más razas. Del total de la población el 1.51% eran hispanos o latinos de cualquier raza.